# 白斑星鲨
（學名：Mustelus manazo），又稱星貂鯊，俗名花點母、沙条、平滑鲛，为真鯊目皱唇鲨科星鲨属的物种。白斑星鲨体型中等，身体上有不规则白斑。其分布于西北太平洋水域及肯尼亚。该鱼主要栖息于浅海，以底栖生物为食。白斑星鲨为卵胎生鱼类，一胎诞下2—6条幼鱼，寿命可达17岁。该鱼目前受过度捕捞影响严重，以至于濒临灭绝。

## 外貌描述

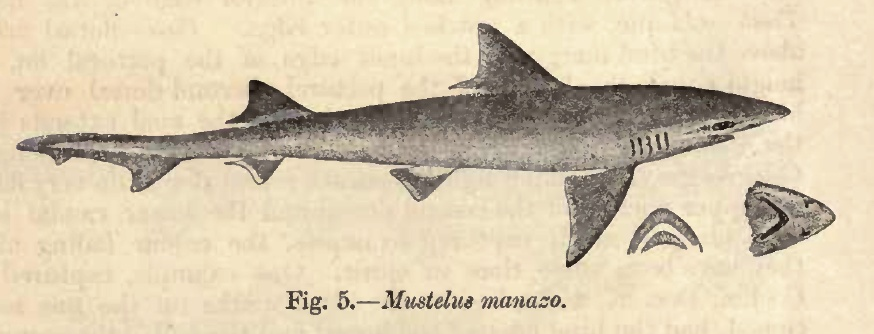
白斑星鲨在1889年《英属印度动物，包括锡兰和缅甸》一书上的素描图

与其他鲨鱼相比，白斑星鲨体型属中等，性成熟时体长多在62—70厘米之间，而已知最大的雄性个体则长96厘米，雌性长117厘米。该鱼身体细长，头部扁平，尾部长。其背部呈灰色或灰褐色，体侧线上有不规则的白斑，腹部则为白色。该鱼眼为椭圆形，外侧深凹；鼻孔宽，有三角形的鼻瓣。白斑星鲨的嘴为三角形，内有大量细小而彼此交错的牙齿。其牙齿为椭圆形或斜方形，整体较钝。其第一对背鳍略大于第二对，最前端与胸鳍末端位置大致相同，臀鳍的最前端则大致与第二对背鳍中点位置相同。

## 分布
白斑星鲨主要分布于西北太平洋近海水域，北至俄罗斯南部，南至文莱，但在非洲肯尼亚沿岸水域也有分布。此外，安达曼海以及马达加斯加和孟加拉国的沿岸水域有可能是白斑星鲨的目击记录，但其真实性有待核实。

## 生态与习性

### 栖息地
白斑星鲨大多栖息于温带海域的大陆架上，尤其偏好沙质或泥质海床的水域，偶尔会进入河口湾觅食。

### 食性
白斑星鲨的主要以底栖生物为食，大部分猎物为蝦蛄、蟹、虾等甲壳类，偶尔也会捕食环节动物、海蛇尾、头足类、贝类和小鱼。有研究指出东京湾水域的白斑星鲨的胃容物重量有下降趋势，这可能是由于其赖以生存的底栖无脊椎动物种群下降所致

### 生命周期

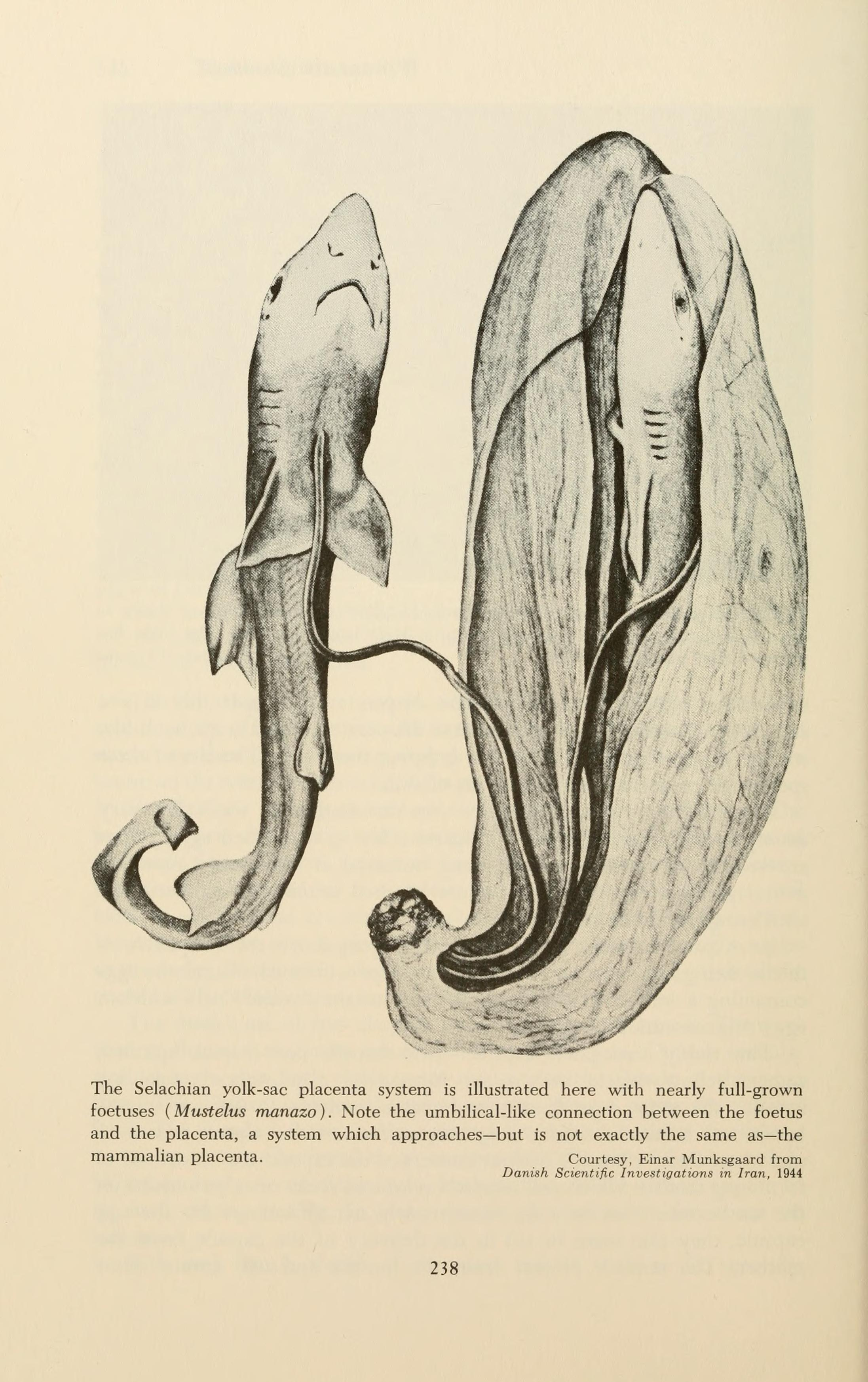
白斑星鲨胚胎与卵黄囊的素描图

白斑星鲨是卵胎生鱼类，一般在5—8月间交配，一胎诞下2—6条幼鲨，孕期约10个月。刚诞生的幼鲨体长约30厘米。各海域的白斑星鲨性成熟年龄差异极大，如台湾周边水域的雄鲨在1岁时即可繁殖，而在青森湾6岁的雄鲨仍可能尚未性成熟。总的来看，雌鱼一般比雄鱼更晚成熟。其性成熟时的长度亦因海域不同而有较大差异：台湾附近的白斑星鲨在30厘米长时就已性成熟，关门海峡和舞鹤湾的个体则一般在体长60—70厘米时性成熟，青森湾的白斑星鲨则要到90厘米长时才可繁殖。该鱼的最大寿命为17岁。

## 与人类的关系

### 经济利用
白斑星鲨的鳍可制鱼翅，其余部分亦可食用。对该鱼的专门捕捞较少，一般为兼捕所得。然而，有学者指出白斑星鲨的肌肉和肝脏内富含对人体有害的汞，浓度常高于1ppm。

### 种群保育
白斑星鲨的种群情况不容乐观。目前，白斑星鲨受过度捕捞影响严重：该鱼分布范围内的中国、菲律宾、越南、马来西亚和肯尼亚等国市场均对海产有庞大的需求，因此渔业活动极为频繁。虽然部分国家有禁渔期等政策限制捕捞活动，但并无针对该物种的专项保育政策。此外，渤海、黄海、东海等海域频繁的填海造陆活动亦严重破坏了白斑星鲨所赖以生存的浅海栖息地。以上因素使得白斑星鲨的种群衰退严重。IUCN2020年的报告估计过去33年间白斑星鲨的种群数量下降了50%—79%，并因此将其评为濒危。